# Association des ingénieurs et techniciens en climatique, ventilation et froid
L'Association des ingénieurs et techniciens en climatique, ventilation et froid est une association qui regroupe les acteurs, personnes et organisations concernés par les ambiances intérieures, la ventilation résidentielle et industrielle, le chauffage et la réfrigération.